# Diedrocephala youngi
Diedrocephala youngi är en insektsart som beskrevs av Sakakibara et Cavichioli 1982. Diedrocephala youngi ingår i släktet Diedrocephala och familjen dvärgstritar. Inga underarter finns listade i Catalogue of Life.